# Кармењ I (Белуно)
Кармењ I (итал. Carmegn I) је насеље у Италији у округу Белуно, региону Венето.
Према процени из 2011. у насељу је живело 34 становника. Насеље се налази на надморској висини од 426 м.